# Bernardino Terracciano
Bernardino Terracciano (Villa Literno, 5 ottobre 1948) è un criminale italiano.

## Biografia
Nato nel 1948, residente in Villa Literno, in provincia di Caserta, ha partecipato come attore in due film del regista Matteo Garrone: L'imbalsamatore (2002) e Gomorra (2008). Nel primo recitava la parte di un boss della camorra, nel secondo invece era un estorsore del clan dei Casalesi. 

### Vicende giudiziarie
L'11 ottobre 2008 viene arrestato con l'accusa di essere un fiancheggiatore del boss Giuseppe Setola. Viene condannato all'ergastolo il 13 maggio 2016 per aver partecipato all'omicidio di Luigi Caiazzo, padre e figlio, uccisi nel 1992. Bernardino Terracciano mise a disposizione la sua fattoria dove la vittima fu accompagnata e poi uccisa dal fratello Giuseppe Terracciano, anch'egli poi condannato all'ergastolo.